# Rudolf Kárpáti
Rudolf Kárpáti (* 17. Juli 1920 in Budapest; † 1. Februar 1999 ebenda) war ein ungarischer Säbelfechter, sechsfacher Olympiasieger und siebenfacher Weltmeister.
Ursprünglich strebte Kárpáti eine Karriere als Geiger an und absolvierte das Konservatorium in Budapest. Da er aber nebenher focht, wurde sein Arm zu hart für die Violine. Er schloss aber sein Studium als Musikwissenschaftler ab.
Kárpáti nahm 1948 erstmals an Olympischen Spielen teil und gewann mit der Mannschaft der ungarischen Säbelfechter seine erste olympische Goldmedaille. Diesen Erfolg mit der Mannschaft wiederholte er 1952, 1956 und 1960. 
Im Einzelwettbewerb gewann er 1956 und 1960 Gold. Mit sechs olympischen Goldmedaillen gehört Kárpáti zu den erfolgreichsten Sportlern der olympischen Geschichte. 1954 und 1959 wurde er auch Einzelweltmeister, mit der Mannschaft gewann er sieben Weltmeistertitel. 
Nach seiner Karriere blieb er als Kampfrichter seinem Sport treu. Im internationalen Fechtverband (FIE) war er in verschiedenen Positionen tätig. So wirkte er an der Einführung der elektronischen Trefferanzeige im Säbelfechten mit.
2014 wurde ein Asteroid nach ihm benannt: (231278) Kárpáti.